# Муса Арафат
Муса Арафат (на арабски: موسى عرفات) е палестински генерал, ръководител на палестинските тайни военни служби.
Роден е в Яфа и е племенник на Ясер Арафат. Заедно с чичо си основава националноосвободителното движение „Фатах“ – най-голямото в рамките на Организацията за освобождение на Палестина, в което заема висши постове.
Често е обвиняван в корупция и злоупотреби с власт, но поради семейните му връзки е бил винаги неприкосновен.
След като преживява доста опити за покушения, Муса Арафат е убит от въоръжени палестинци в гр. Газа на 7 септември 2005 г. Като причина за убийството му се сочат обвиненията за корумпираност.